# Martial Gène
Martial Gène (* 30. Juni 1984) ist ein französischer Radrennfahrer aus Guadeloupe.
Martial Gène wurde 2005 einmal Etappenzweiter bei der Tour de la Guadeloupe. Im nächsten Jahr belegte er einmal den zweiten Platz auf einem Teilstück der Tour de la Martinique. In der Saison 2007 gewann Gène das Straßenrennen der Karibik-Meisterschaft auf Martinique. 2008 konnte er eine Etappe bei der Tour de la Martinique und zwei Teilstücke bei der Tour de la Guadeloupe für sich entscheiden. Außerdem wurde er bei letzterer Rundfahrt auch Fünfter in der Gesamtwertung.

## Erfolge
2008
- eine Etappe Tour de la Martinique
- zwei Etappen Tour de la Guadeloupe

2009
- eine Etappe Tour de la Martinique

2010
- eine Etappe Tour de la Martinique

2011
- eine Etappe Tour de la Martinique

## Teams
- 2013 Doltcini-Flanders (ab 01.09.)